# Saltos ornamentais nos Jogos Pan-Americanos de 2023
As competições de saltos ornamentais nos Jogos Pan-Americanos de 2023 em Santiago, no Chile, foram realizadas de 20 a 25 de outubro de 2023, no Centro Aquático. Foi um dos quatro esportes aquáticos dos Jogos, juntamente com a natação, a natação artística e o polo aquático. Ao todo, foram disputados 10 eventos, divididos equitativamente em relação aos gêneros masculino e feminino, em três disciplinas: trampolim de 1 m, trampolim de 3 m e plataforma 10 metros.
Os vencedores de cada evento individual de 3 m e 10 m, caso não classificados previamente, se qualificaram aos Jogos Olímpicos de 2024 em Paris, na França.

## Qualificação
Até 80 saltadores (40 por gênero) poderiam se qualificar para competir. Cada CON poderia inscrever entre 10 atletas (caso inscrevesse times nas competições sincronizadas) e 6 atletas, exceto os vencedores dos Jogos Pan-Americanos Júnior de 2021, contanto que esses atletas participem apenas no evento para o qual se classificaram em Cali.
O país-sede, Chile, qualificou automaticamente uma equipe completa de 10 atletas (cinco por gênero). Atletas que ficarem entre os 18 melhores no Campeonato Mundial de Esportes Aquáticos de 2022 e de 2023 garantiram vagas para seus CONs. 
Além disso, em cada um dos campeonatos da CONSANAT (zona 1) e no Campeonato Classificatório de Saltos Ornamentais da PAQ (zona 2), atletas das federações participantes dos torneios poderiam conquistar vagas para seus CONs, contanto que o número total de saltadores das respectivas zonas não excedesse 24 em todas as categorias (incuíndo aqueles que estão ranqueados na FINA das respectivas federações, mas excluindo atletas do Chile). Os atletas das zonas 3 e 4 não possuíram eventos qualificatórios específicos, por conta disso, campeonatos nacionais ou eventos classificatórios poderiam ser utilizados para a escolha de atletas para as vagas já conquistadas nessas zonas.

## Nações participantes
Um total de 13 CONs qualificaram pelo menos um nadador em pelo menos um dos eventos por gênero. Entre parênteses se encontra representada a quantidade de competidores.
- BRA Brasil (9)
- CAN Canadá (10)
- CHI Chile (2)
- COL Colômbia (8)
- CUB Cuba (7)
- ECU Equador (1)
- USA Estados Unidos (10)
- JAM Jamaica (2)
- MEX México (12)
- PER Peru (3)
- PUR Porto Rico (3)
- DOM República Dominicana (3)
- VEN Venezuela (2)

## Medalhistas
Masculino
| Evento                                   | Ouro                                   | Prata                                        | Bronze                                         |
| ---------------------------------------- | -------------------------------------- | -------------------------------------------- | ---------------------------------------------- |
| Trampolim de 1 m individual detalhes     | Osmar Olvera MEX México                | Jonathan Ruvalcaba DOM República Dominicana  | Luis Uribe COL Colômbia                        |
| Trampolim de 3 m individual detalhes     | Osmar Olvera MEX México                | Luis Uribe COL Colômbia                      | Jack Ryan USA Estados Unidos                   |
| Plataforma de 10 m individual detalhes   | Randal Willars MEX México              | Nathan Zsombor-Murray CAN Canadá             | Kenny Zamudio MEX México                       |
| Trampolim de 3 m sincronizado detalhes   | Rodrigo Diego Osmar Olvera MEX México  | Daniel Restrepo Luis Uribe COL Colômbia      | Tyler Downs Jack Ryan USA Estados Unidos       |
| Plataforma de 10 m sincronizado detalhes | Kevin Berlín Randal Willars MEX México | Rylan Wiens Nathan Zsombor-Murray CAN Canadá | Alejandro Solarte Sebastián Villa COL Colômbia |

Feminino
| Evento                                   | Ouro                                         | Prata                              | Bronze                                             |
| ---------------------------------------- | -------------------------------------------- | ---------------------------------- | -------------------------------------------------- |
| Trampolim de 1 m individual detalhes     | Pamela Ware CAN Canadá                       | Mia Vallée CAN Canadá              | Hailey Hernandez USA Estados Unidos                |
| Trampolim de 3 m individual detalhes     | Pamela Ware CAN Canadá                       | Arantxa Chávez MEX México          | Krysta Palmer USA Estados Unidos                   |
| Plataforma de 10 m individual detalhes   | Gabriela Agúndez MEX México                  | Alejandra Orozco MEX México        | Caeli McKay CAN Canadá                             |
| Trampolim de 3 m sincronizado detalhes   | Arantxa Chávez Paola Pineda MEX México       | Mia Vallée Pamela Ware CAN Canadá  | Hailey Hernandez Jordan Skilken USA Estados Unidos |
| Plataforma de 10 m sincronizado detalhes | Gabriela Agúndez Alejandra Orozco MEX México | Caeli McKay Kate Miller CAN Canadá | Ingrid de Oliveira Giovanna Pedroso BRA Brasil     |

## Quadro de medalhas

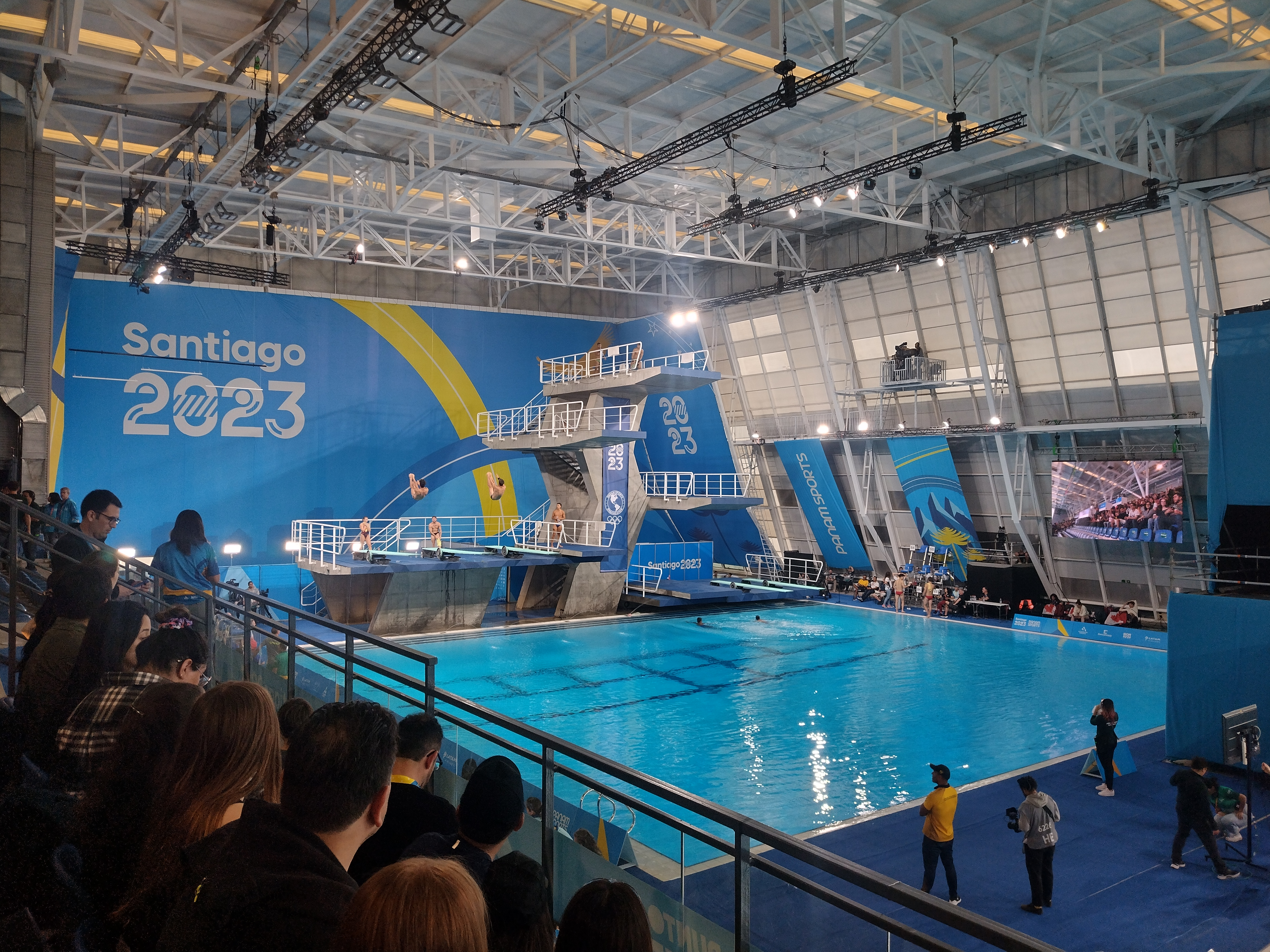
Centro Aquático durante as provas de saltos ornamentais

| Ordem | País                     | Medalha de ouro | Medalha de prata | Medalha de bronze |    |
| ----- | ------------------------ | --------------- | ---------------- | ----------------- | -- |
| 1     | MEX México               | 8               | 2                | 1                 | 11 |
| 2     | CAN Canadá               | 2               | 5                | 1                 | 8  |
| 3     | COL Colômbia             |                 | 2                | 2                 | 4  |
| 4     | DOM República Dominicana |                 | 1                |                   | 1  |
| 5     | USA Estados Unidos       |                 |                  | 5                 | 5  |
| 6     | BRA Brasil               |                 |                  | 1                 | 1  |
| TOTAL | TOTAL                    | 10              | 10               | 10                | 30 |